# Myxarium
Myxarium Wallr. (śluzaczek) – rodzaj grzybów z rodziny Hyaloriaceae. W Polsce występuje jeden gatunek – Myxarium nucleatum (Władysław Wojewoda w 2003 r. jego synonimowi nadał nazwę kisielnica przezroczysta).

## Systematyka i nazewnictwo
Pozycja w klasyfikacji według Index Fungorum: Hyaloriaceae, Tremellales, Incertae sedis, Tremellomycetes, Agaricomycotina, Basidiomycota, Fungi.

## Gatunki
- Myxarium allantosporum K. Wells & Bandoni 2004
- Myxarium cinnamomescens (Raitv.) Raitv. 1971
- Myxarium hyalinum (Pers.) Donk 1966
- Myxarium mesonucleatum Kisim.-Hor., Oberw. & L.D. Gómez 2000
- Myxarium nucleatum Wallr. 1833 – śluzaczek przeźroczysty
- Myxarium stratosum (Bourdot & Galzin) M. Dueñas 2005
- Myxarium subsphaerosporum Kisim.-Hor., Oberw. & L.D. Gómez 2000

Nazwy naukowe na podstawie Index Fungorum, nazwa polska wg W. Wojewody.